# تنبيه اهتزازي سمعي
التنبيه الاهتزازي السمعي (بالإنجليزية: Vibroacoustic stimulation)‏ ويشار إليه أحيانًا بـالتحفيز الصوتي الاهتزازي الجنيني (بالإنجليزية: fetal vibroacoustic stimulation)‏ أو اختبار التحفيز الصوتي الجنيني (بالإنجليزية: fetal acoustic stimulation test)‏ هو استخدام محفز صوتي اهتزازي على بطن امرأة حامل لحث تسارع معدل نبضات قلب الجنين. حيث أن وجود تسارع لمعدل نبضات قلب الجنين يتنبأ بشكل جيد عن عدم وجود حماض أيضي في دم الجنين. عادة ما يتم استخدام التحفيز الصوتي الاهتزاي أثناء اختبار عدم الإجهاد.